# شيفيلد الوسطى (دائرة انتخابية في المملكة المتحدة)
شيفيلد الوسطى (بالإنجليزية: Sheffield Central)‏ هي إحدى الدوائر الانتخابية في المملكة المتحدة الممثلة في مجلس العموم في برلمان المملكة المتحدة.
عضو البرلمان الذي يمثلها حالياً هو :Rt Hon Richard Caborn (Lab).